# Pierella helvina
Pierella helvina é uma borboleta neotropical da família Nymphalidae e subfamília Satyrinae, encontrada da Guatemala até a Colômbia, em habitat de floresta tropical. De acordo com Adrian Hoskins, todos os integrantes do gênero Pierella apresentam, vistos de cima, coloração amarronzada com finas marcações mais escuras em suas asas anteriores e com asas posteriores marcadas com ocelos ou manchas. Pierella helvina apresenta, vista de cima, asas posteriores com manchas características em tonalidade de vermelho e um ocelo no canto superior de cada lado, mais visível quando visto por baixo. Também é a única espécie de seu gênero a apresentar um ocelo (mancha negra circular) em cada canto superior das asas anteriores, neste caso menos visíveis embaixo.

## Hábitos
Adrian Hoskins cita que as espécies do gênero Pierella se caracterizam por seu voo fugaz, se escondendo um pouco acima da superfície do solo na escuridão do sub-bosque da floresta; voando baixo, muitas vezes, em trilhas e evitando a luz do sol, geralmente aparecendo na aurora ou crepúsculo, mas também se escondendo profundamente na vegetação rasteira em outras horas do dia.

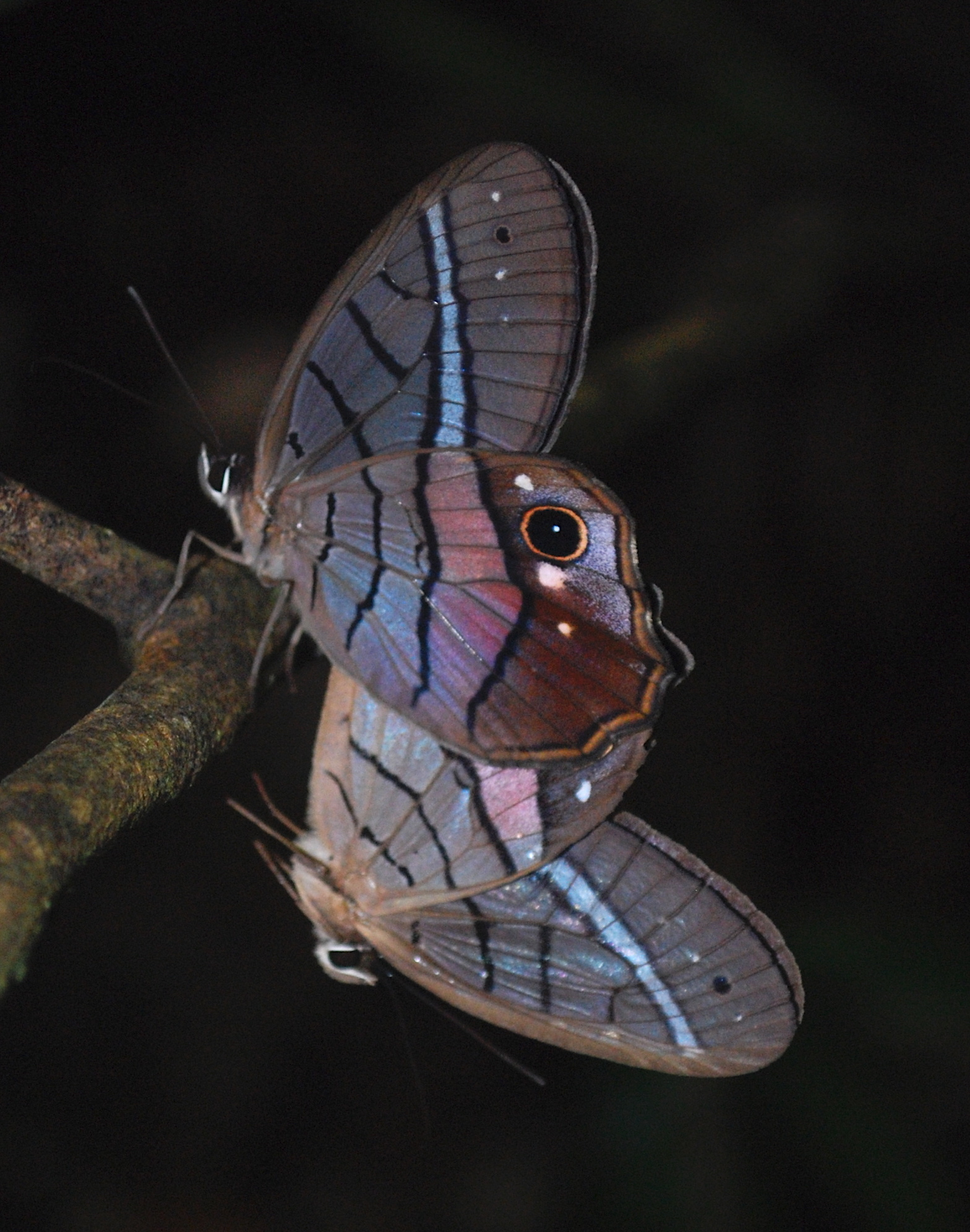
Vista inferior de Pierella helvina, em cópula, na Colômbia.

## Subespécies
Pierella helvina possui cinco subespécies:
- Pierella helvina helvina - Descrita por Hewitson em 1860, de exemplar proveniente da Colômbia.
- Pierella helvina ocreata - Descrita por Godman & Salvin em 1868, de exemplar proveniente do Panamá.
- Pierella helvina incanescens - Descrita por Godman & Salvin em 1877, de exemplares provenientes da Nicarágua, Costa Rica e Panamá.
- Pierella helvina hymettia - Descrita por Staudinger em 1886, de exemplar proveniente da Colômbia.
- Pierella helvina pacifica - Descrita por Niepelt em 1924, de exemplar proveniente da Colômbia.